# Anton Čebej

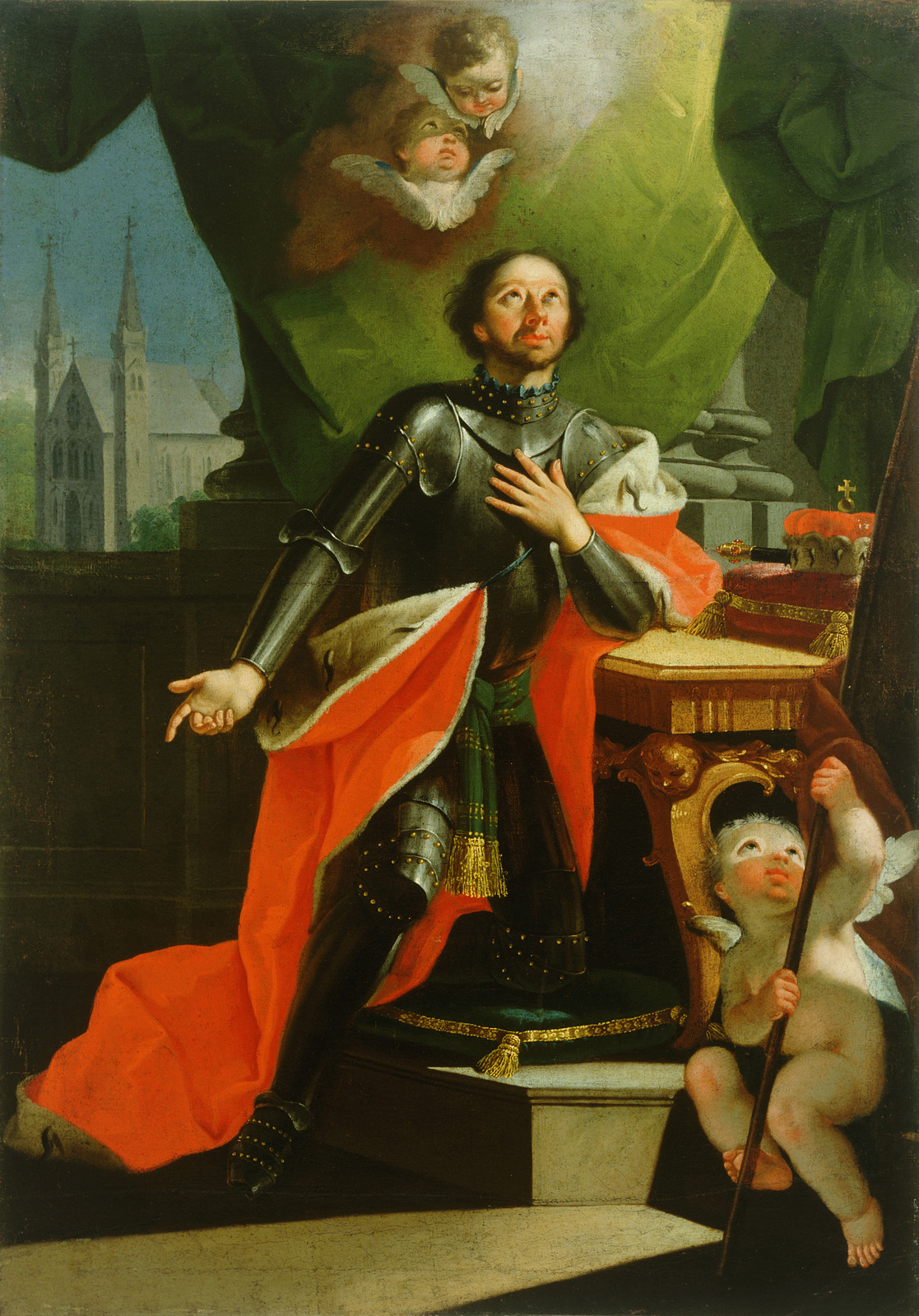
De heilige Leopold geschilderd door Ċebej

Anton Čebej (Ajdovščina, 23 mei 1722 — 1774) was een Sloveens kunstschilder. Hij wordt gerekend tot de Sloveense Barok.
Biografische gegevens ontbreken vrijwel volledig. Zeker is dat Čebej zijn opleiding tot schilder in Venetië genoot. In zijn eerste fresco's komt de invloed van Giovanni Battista Tiepolo tot uiting. Zijn vrijwel uitsluitend sacrale schilderwerk vertoont daarentegen invloeden van Valentin Metzinger, die in Ljubljana werkte. Mogelijk werkte hij in diens werkplaats enige tijd mee.
Werken van Anton Čebej zijn voornamelijk te vinden in het huidige Slovenië: in Primorska (Duits: Küstenland) rond Ajdovščina, in Gorenjska (Duits: Oberkrain) in en rondom Ljubljana, Stiermarken rondom Celje en Bela Krajina (Duits: Weisskrain) in Vinica. Daarnaast bevinden zich enige van zijn werken in Kroatië (Zagreb, Karlovac, Požega en Kutjevo). Čebejs laatste werk dateert uit 1774. Naar aangenomen wordt is hij niet lang daarna overleden.
- Gemeinsame Normdatei: 119169932
- International Standard Name Identifier: 0000 0000 6629 6925
- Library of Congress Control Number: nr91036389
- Nationale en Universitaire bibliotheek Zagreb: 000010730
- RKD-Nederlands Instituut voor Kunstgeschiedenis: 122371
- Istituto Centrale per il Catalogo Unico: PUVV130355
- Union List of Artist Names: 500061363
- Virtual International Authority File: 30340799
- WorldCat: E39PBJghtCtQ8vGRmtD78FJMT3